# Абдуррахман Шахбендер
Абдуррахман (Абдул-Рахман, Абд аль-Рахман) Шахбендер (1886 — июнь 1940, Дамаск) — сирийский политический деятель, один из руководителей национального восстания в Сирии против Османской империи (1916—1918) и лидер восстания в Сирии против французских империалистов (1925—1927), председатель буржуазно-помещичьей партии Хизб аш-Шааб («Народная партия»).

## Биография
Выпускник Американского университета Бейрута.
В 1918—1920 служил в качестве политического советника короля Сирии Фейсала I, и недолго министром иностранных дел в правительстве премьер-министра Хашима Бей Халида Аль-Атасси.
После французской оккупации Сирии, выслан из страны в Египет, где был в числе основателей сирийско-палестинского движения, направленного на освобождение Сирии и Палестины от французско-британской оккупации.
После возвращения в Сирию в апреле 1922 года, был арестован и обвинён в получении незаконных денежных средств от США, для свержения власти Франции и Великобритании и лишения их Мандата Лиги Наций на территорию Сирии.
Военный суд приговорил его к 20-ти годам тюремного заключения. Позже, Шахбендер был помилован и вновь выслан из страны.
Вернулся на родину в 1925 с целью поднять восстание в Великой Сирии. Руководитель восстания в Сирии против французских империалистов (1925—1927). Приговорён французским судом к смертной казни. Бежал в Египет, где оставался до помилования в 1936 году.
Был убит террористом в Дамаске в 1940 году.